# Lichtstadt Feldkirch
Lichtstadt Feldkirch est un festival des lumières qui se déroule dans la ville de Feldkirch qui se situe dans la région de Voralberg en Autriche.
Il est avec le POTENTIALe Messe & Festival, l'un des événements culturels de la ville à l'automne. Le Lichtstadt Feldkirch a connu sa première édition du 03 au 6 octobre 2018 à l’occasion du 800e anniversaire de la ville.  

## Présentation
C’est un festival de light art (littéralement « art lumineux » en anglais) est un art visuel dont le principal moyen d'expression est la lumière. 
Les bâtiments historiques de la vieille ville de Feldkirch sont utilisés soit comme lieux d’installation où sont exposées des œuvres d’art qui émettent de la lumière, ou soit comme support pour devenir eux-mêmes une partie de l’œuvre. Dans ce dernier cas, des projections adaptées aux surfaces et à leurs formes et couleurs, sont utilisées pour créer l’œuvres en projetant sur les façades ou les sols de la lumière, des couleurs et des ombres. Dans ces dispositifs artistiques, la lumière est à la fois matériau et médium, et grâce à l’utilisation de technologies interactives qui suivent aussi les évolutions technologiques, de nouvelles interactions avec les spectateurs sont possibles et permettent de nouvelles scénographies dans la ville.
En 2018, le nombre de visiteurs a été évalué à plus de 40 000, et il a été décidé que le festival aurait lieu tous les deux ans. 
En 2019, le projet a été le principal Lauréat du prix de l'innovation touristique de la région de Voralberg. 

## Edition 2018
Programmation officielle : ArtificialOwl, Ólafur Elíasson, Thilo Frank, Philipp Geist, Neon Golden, David Reumüller, starsky, Stoph Sauter feat. Rey Zorro, Nives Widauer. 

## Edition 2020-21
L’édition initialement prévue en octobre 2020 a été reportée à octobre 2021. Le programme définitif des artistes et des œuvres qui seront présentées n’est pas connu à ce jour. 